# Rob Liefeld
Rob Liefeld (Anaheim, California; 3 de octubre de 1967) es un historietista y editor de cómic estadounidense. Principalmente conocido por su éxito como dibujante durante la década de 1990 y ser el creador de Deadpool, se trata de una figura muy controvertida dentro de la industria.

## Biografía

### Primera etapa en Marvel
En los primeros años de la década de 1990, Liefeld, un dibujante autodidacta, se hizo muy popular debido a su trabajo para Marvel Comics en The New Mutants, que reconvirtió en X-Force. Anteriormente había realizado la serie Halcón y Paloma para DC, con guion de Karl y Barbara Kesel.

### Image
En 1992, junto con otros dibujantes de éxito, abandonó Marvel para fundar Image Comics, siguiendo la moda de autoeditarse para retener la propiedad intelectual de sus creaciones, ya que las grandes editoriales exigen que les sea cedida. El primer título publicado por Image Comics fue una creación de Rob Liefeld, Youngblood #1, dentro de Extreme Studios, la sección de Image de su propiedad.
A pesar del gran éxito de ventas de la editorial, la crítica fue muy dura con Image, especialmente con Extreme Studios, acusándoles de ser puro efectismo y de publicar historias con guiones muy deficientes. La mayor parte de los autores eran nuevos en la profesión.
En 1996, los estudios de Liefeld y Lee dentro de Image firmaron un contrato con Marvel para recrear varios de los personajes principales de la editorial, dentro de la línea Heroes Reborn. Así, Liefeld coguionizaría con Jeph Loeb 7 números de Los Vengadores, y dibujaría 12 números del Capitán América, mientras que Lee publicaría las series de los 4 Fantásticos e Iron Man. Debido al incumplimiento de las fechas de publicación y a que las ventas no llegaron al mínimo exigido en el contrato, Marvel canceló el acuerdo con Liefeld a los 6 meses, pasando ambas series al control del estudio de Jim Lee hasta su finalización.
Finalmente, fue expulsado de Image y demandado judicialmente por sus socios, que le acusaban de tomar "decisiones de negocios contraproducentes en un socio de negocios" desde su puesto de gerente de la empresa, como cubrir deudas propias con fondos de la editorial, copiar dibujos de los cómics de sus socios o utilizar los medios de Image para promocionar series que luego publicaba a través de otra editorial de su propiedad (Maximum Press).

### Awesome
Tras su salida de Image, fundó una nueva editorial en abril de 1997, Awesome Entertainment, cuyas ediciones tuvieron bastante menos éxito que las de Image, pero fueron mejor recibidas por la crítica, posiblemente por ser realizados por autores más veteranos. Awesome se derrumbó finalmente debido a disputas entre sus propietarios.

### Años 2000
A comienzos del siglo XXI, Liefeld realizó una serie de trabajos para Marvel, dibujando portadas y ocasionalmente algunas páginas de personajes de su creación como Cable o X-Force, cuyas series fueron canceladas. 
En 2004, volvió a trabajar junto con Fabian Nicieza en una serie limitada de X-Force, e ilustró las primeras portadas de "Cable and Deadpool", también de Nicieza. 
Ese mismo año creó Arcade Comics con la intención de relanzar Youngblood.
En mayo de 2005 creó su nueva página web. En agosto de ese mismo año, volvió a DC para dibujar una historia en dos partes en Teen Titans con guiones de Gail Simone. Tras anunciarse su participación, los encargos para su primer número se incrementaron en un 10%, cayendo para el segundo número hasta un 5% por debajo de los pedidos anteriores al anuncio.
En noviembre de 2006 realizó la serie limitada de 5 números "Onslaught Reborn" con guiones de Jeph Loeb, ambientada en el universo de Heroes Reborn.
En julio de 2007 se anunció que Liefeld publicaría para Image Comics una nueva serie de Youngblood, con guiones de Joe Casey y dibujos de Derec Donovan y Val Staples, con cubiertas de Liefeld, prevista para principios de 2008.

### Años 2010
En el 2010, volvió a dibujar el personaje Deadpool, en el primer número (preludio) de la serie 'Deadpool Corps, historia centrada en Lady Deadpool.
Ya en 2016, hizo un cameo, en la película de su personaje más conocido, dirigida por Tim Miller.

## Vida privada
Está casado con la actriz Joy Creel.